# Grote steekmossel
De grote steekmossel (Pinna nobilis, synoniem: Pinna squamosa) is een in zee levende tweekleppige uit de familie Pinnidae. De breekbare schelp heeft een langgerekte driehoekige vorm.
Deze soort komt vooral voor in de Middellandse Zee op dieptes tot 20 meter langs de kust.

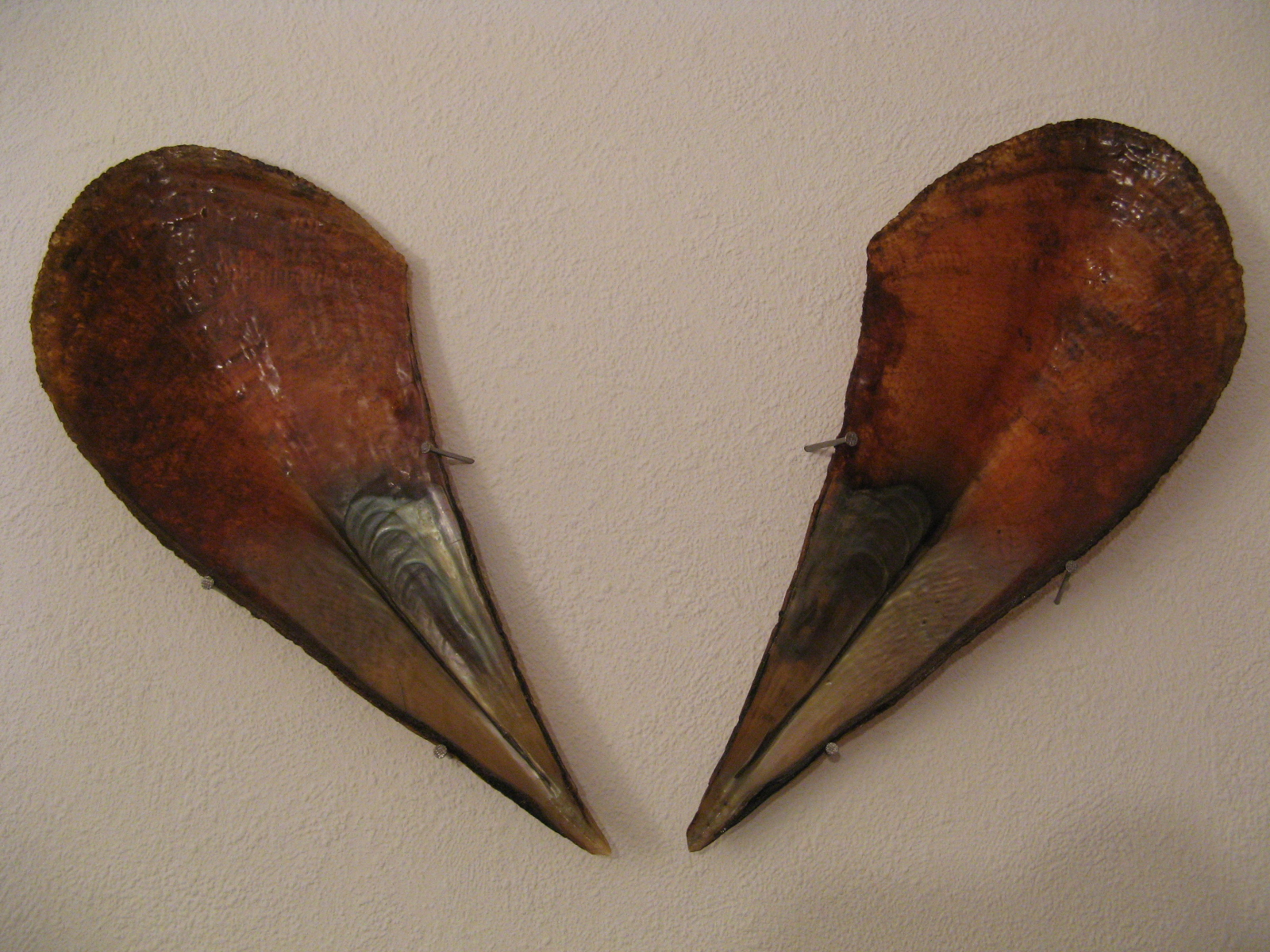
Binnenzijde van de schelp

## Beschrijving
De schelp kan wel 80 cm groot worden en hecht zich meestal aan een rotswand, zandbodem of zeegras als Posidonia met behulp van stugge en lange zijde-achtige haren, byssusdraden genoemd. Dit materiaal wordt ook wel gebruikt bij de fabricage van handschoenen. Net als andere tweekleppige schelpen is hij fragiel. De binnenzijde is bedekt met een heldere parelmoerglans. Oudere exemplaren zijn dikwijls begroeid met allerlei dieren zoals sponzen en mosdiertjes. Binnen in de mossel leven kleine krabbetjes van het geslacht Pinotheres.
De schelp kwam vroeger veel voor, maar is vrij zeldzaam geworden onder andere door overbevissing, het feit dat sommige zachte delen eetbaar zijn, het geleidelijk verdwijnen van zeegrasvelden, en de vervuiling van de zee. Ook is de schelp een gewild object voor duikers om als souvenir mee te nemen. Verwant aan de schelp is de kleinere soort Pinna pectinata die vooral in dieper water voorkomt.
Rechter en linker klep van hetzelfde exemplaar:

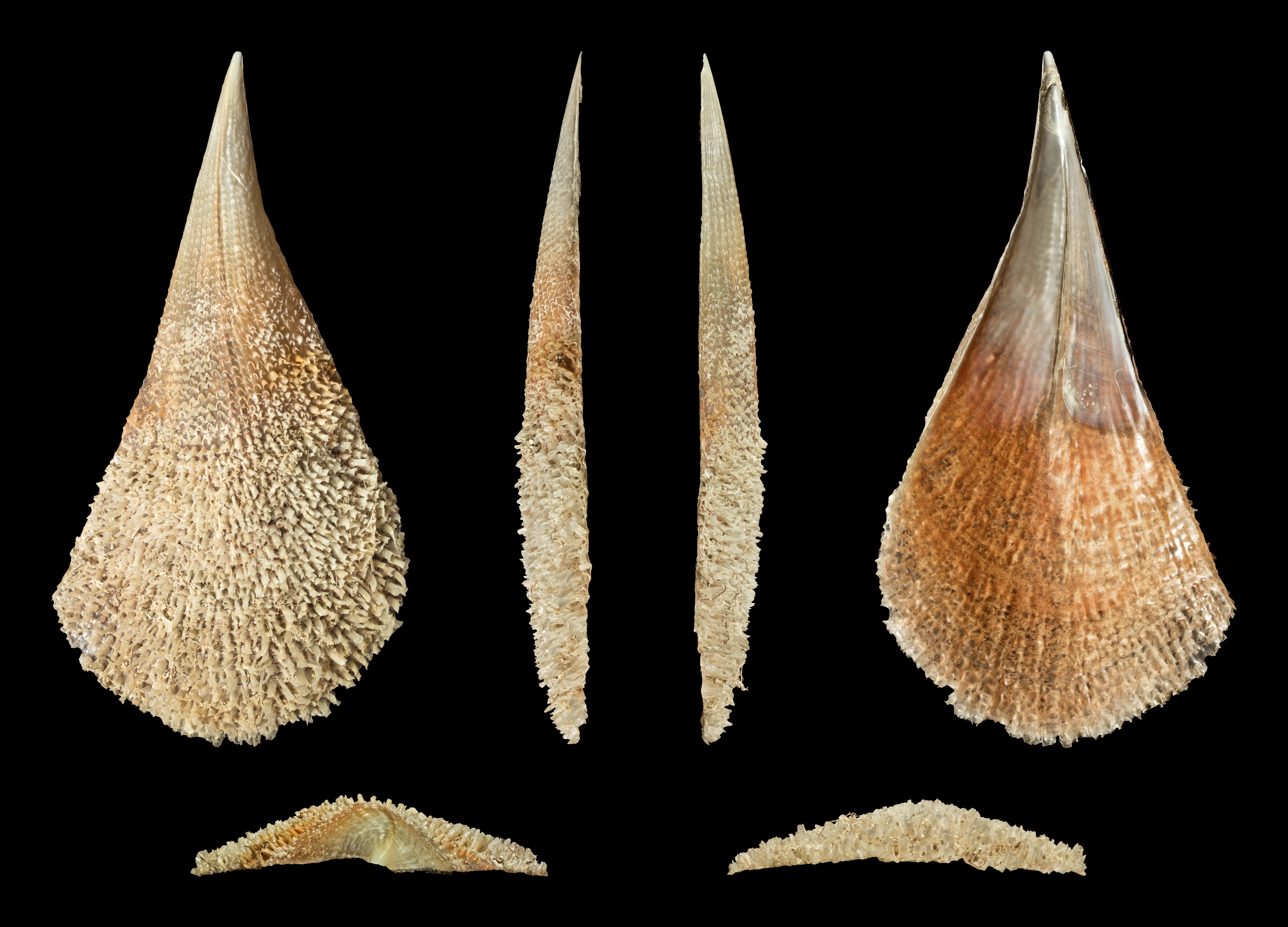
Rechter klep
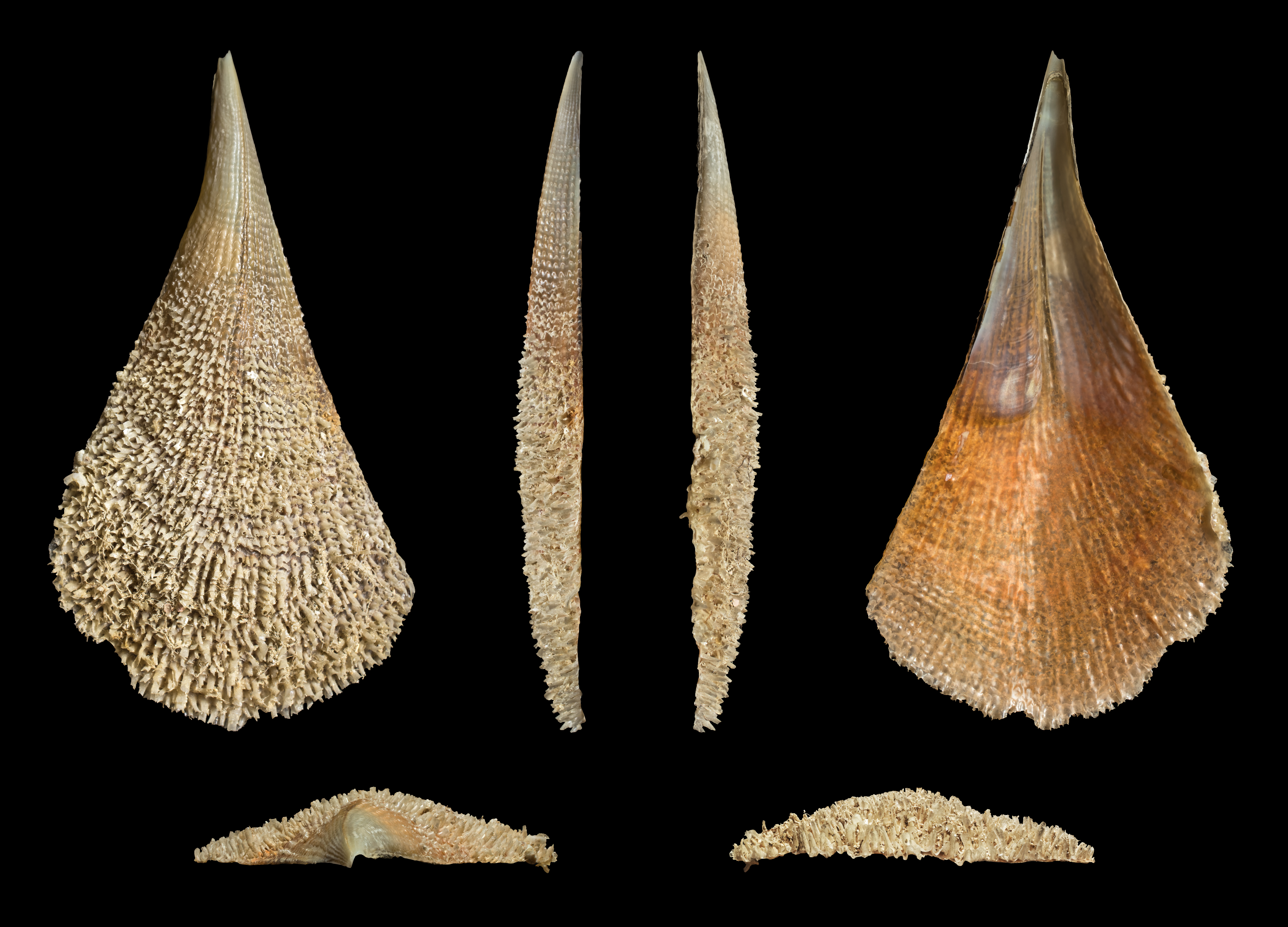
Linker klep